# Hans Åstrand
Karl Hans Vilhelm Åstrand (parroquia de Bredaryd Provincia de Jönköping, 5 de febrero de 1925 - Hägerstens, Estocolmo, 13 de agosto de 2022) fue un compositor y profesor sueco. 
Se licenció en la Universidad de Lund en 1958 y enseñó lenguas romances. Fue presidente de Ars Nova en Malmö entre 1964 y 1971, editor del diccionario musical de Sohlman (1972-1978) y secretario de la Real Academia Sueca de Música (1973-1990).
Era hermano de Per-Olof Åstrand.

## Premios y reconocimientos
- 1970 – Miembro n.º 740 de Real Academia Sueca de Música
- 1985 – Doctor honoris causa en Filosofía por la Universidad de Lund
- 2005 – Medalla a la promoción de las artes musicales.
- 2007 – Beca Gustaviana de la Academia Sueca